# Espacios naturales de Cartagena (España)

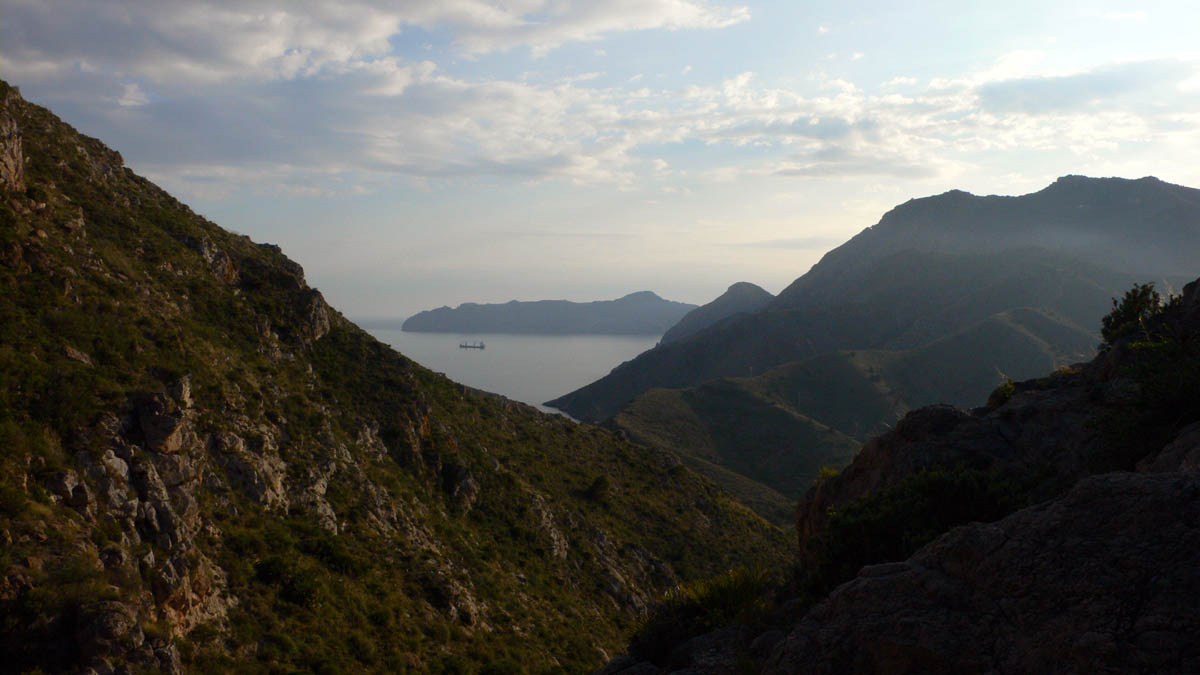
Sierra de la Muela.

El territorio del municipio de Cartagena, en la Región de Murcia en España, a pesar de la intensa explotación minera, turística e industrial que ha sufrido durante siglos, alberga una extraordinaria riqueza y diversidad natural, con un alto grado de endemismos botánicos. Una parte importante de su territorio se encuentra protegida legalmente con diversas figuras de protección.

## Flora de Cartagena
La especial localización geográfica del municipio de Cartagena y las particularidades de su climatología, han provocado que la flora de Cartagena se caracterice por la presencia de una gran cantidad de especies diferentes tanto africanas como europeas, concentrando una de las mayores biodiversidades de la península ibérica. Son especialmente destacables los numerosos iberoafricanismos, presentes únicamente en las costas meridionales de España (Murcia y Almería principalmente) así como en el norte de África. Es también muy notable la presencia de valiosos endemismos botánicos. -

### Endemismos exclusivos del Campo de Cartagena
La comarca del Campo de Cartagena cuenta con cuatro endemismos exclusivos: 
- La siempreviva de Cartagena (Limonium carthaginense) . Presente en la sierra minera. Adaptada a crecer en suelos con alta concentración de metales pesados y sal.
- La Zamarrilla de Cartagena (Teucrium carthaginense)
- El garbancillo de Tallante (Astragalus nitidiflorus). Una de las especies más amenazadas de la flora cartagenera. Considerado extinguido, se redescubrió en 2004 por el biólogo Cartagenero Sergio Martínez Mendoza. Actualmente se está llevando a cabo un programa especial para su conservación.

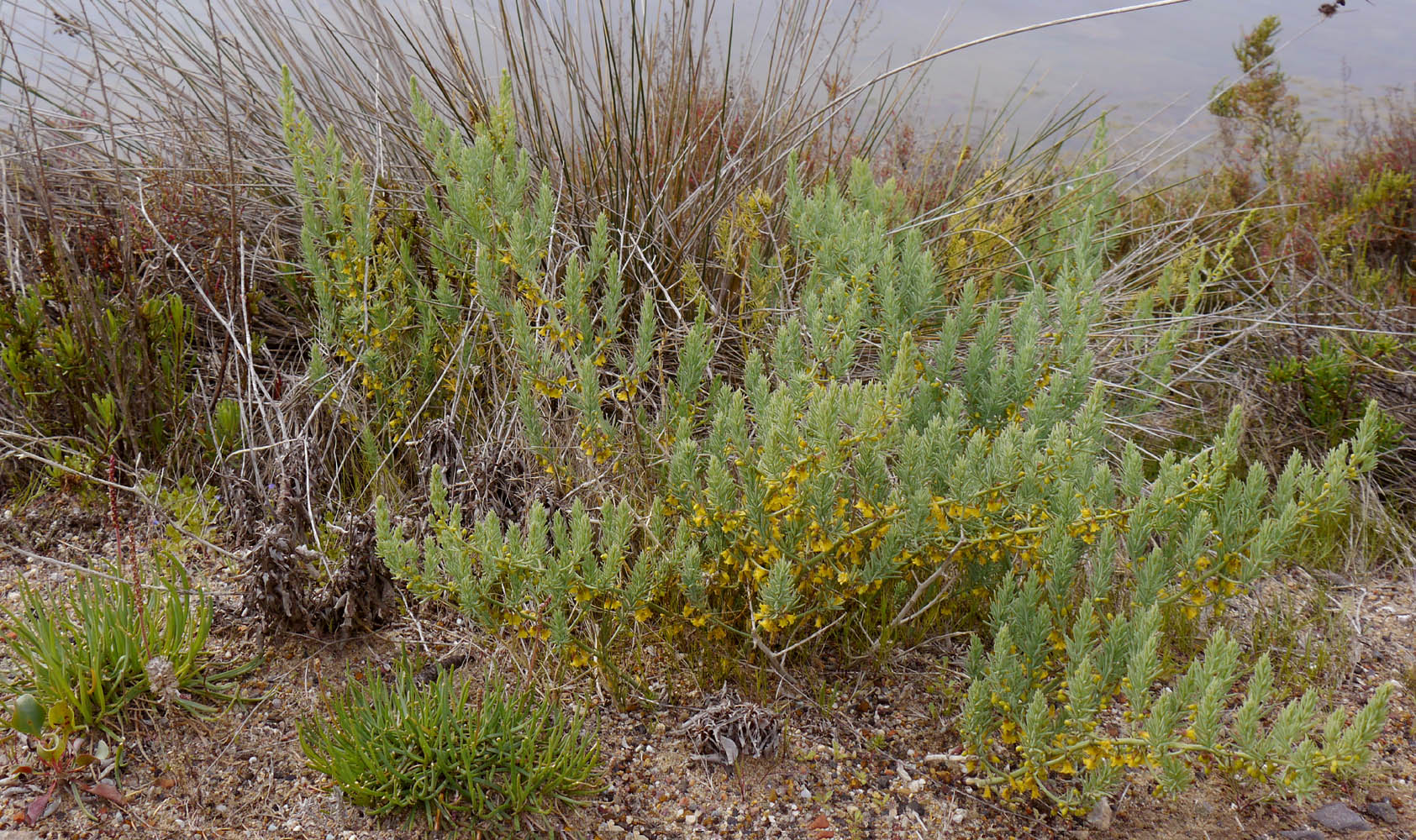
La esparraguera del Mar Menor (Asparagus macrorrhizus), en peligro crítico de extinción.
- esparraguera del Mar Menor (Asparagus macrorrhizus) en las salinas de Marchamalo.
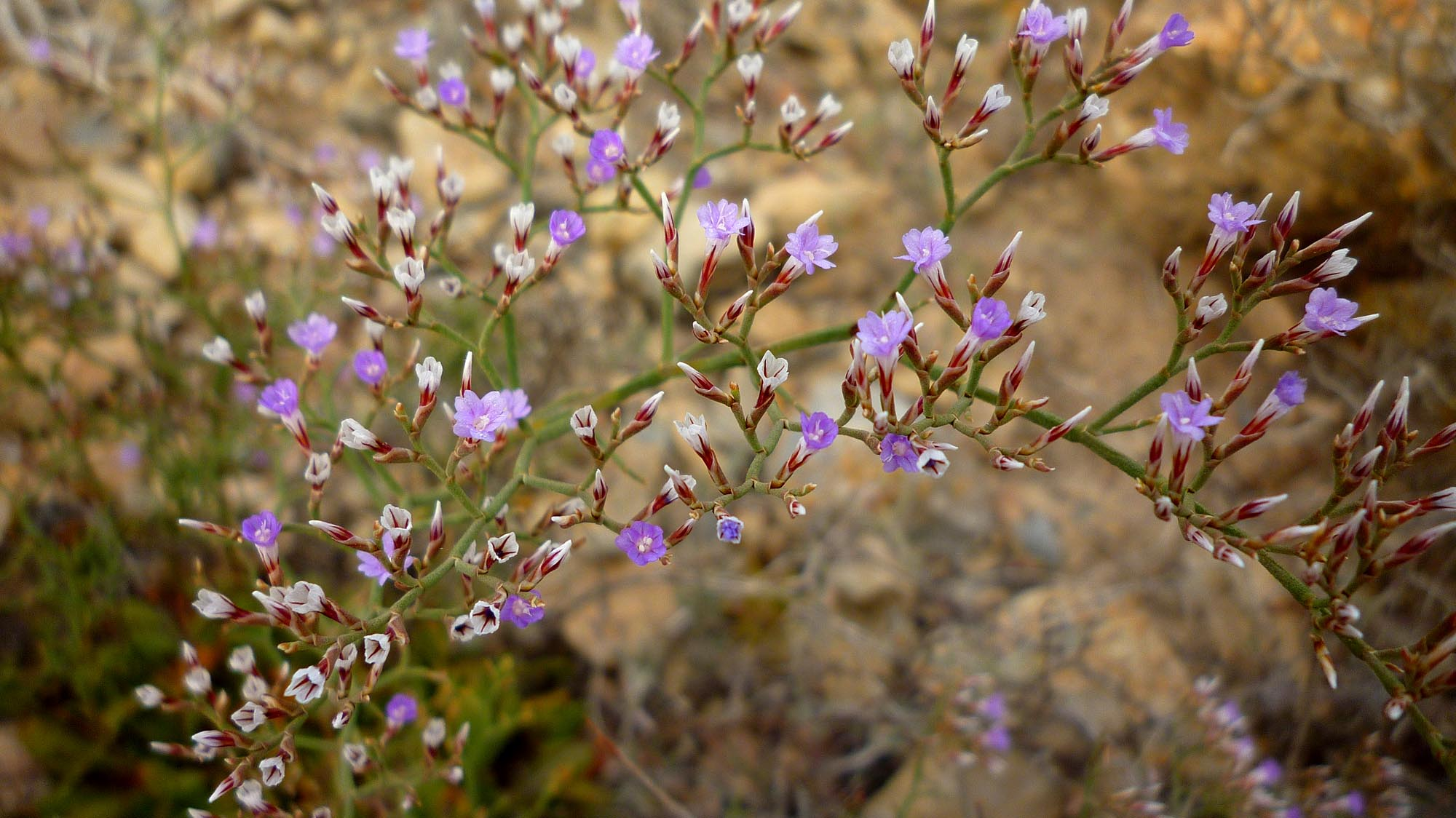
La siempreviva de Cartagena (Limonium carthaginense) en el Monte Roldán.
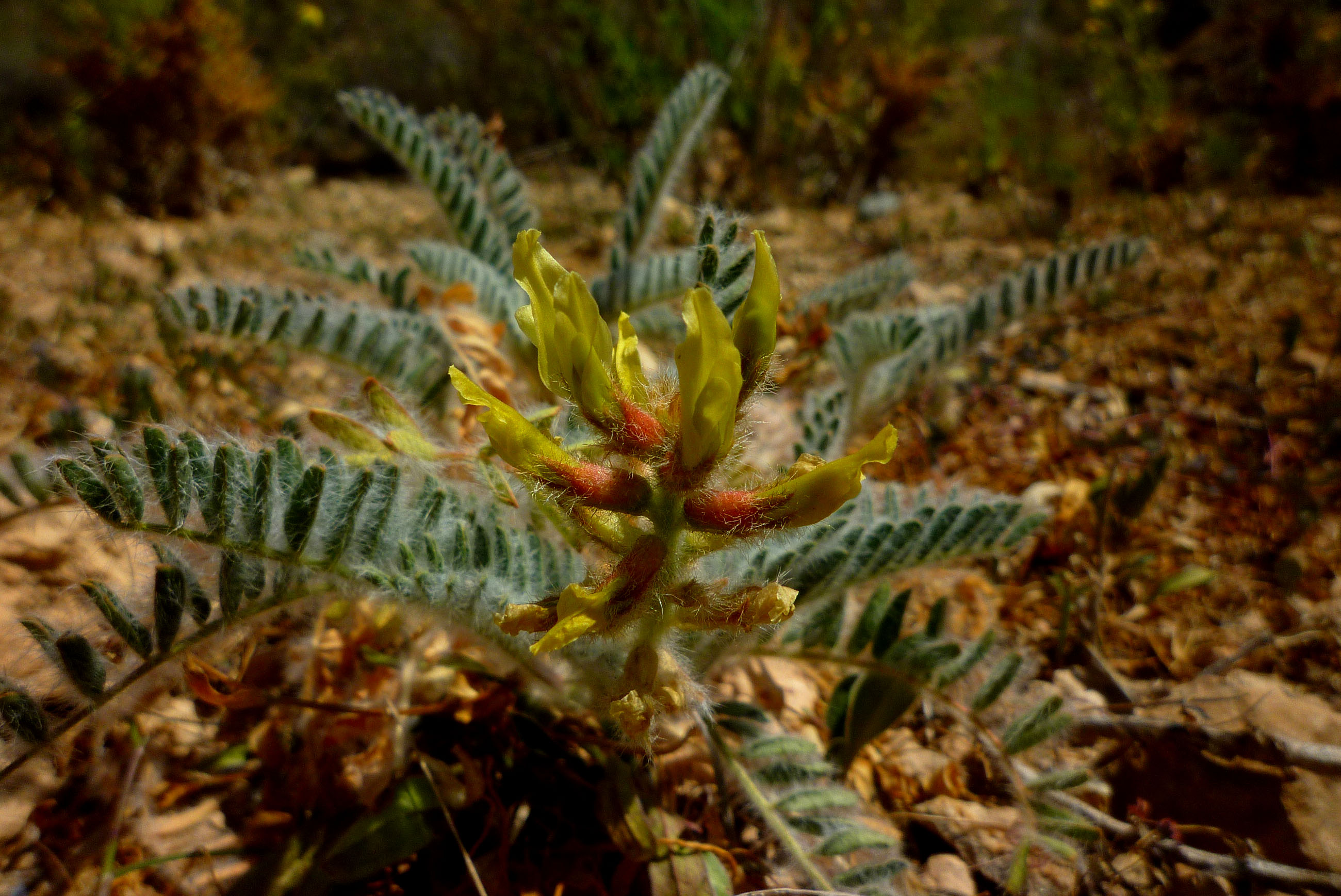
El garbancillo de Tallante (Astragalus nitidiflorus).
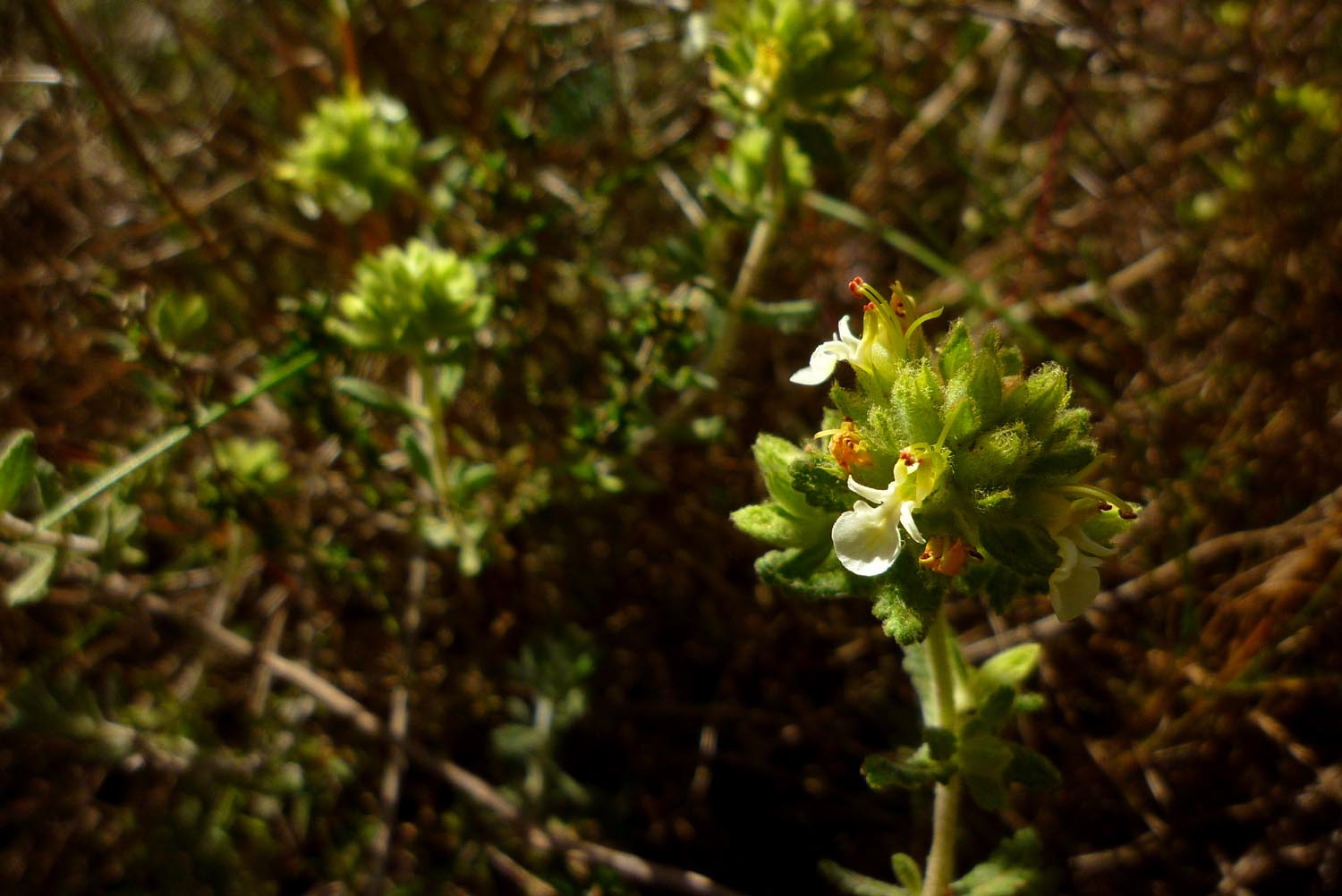
La Zamarrilla de Cartagena (Teucrium carthaginense) en la Sierra minera.

### Iberoafricanismos y otras especies singulares
Los endemismos iberoafricanos Se trata de plantas que colonizaron el sureste de España hace unos 5,5 millones de años, durante la denominada crisis salina del Mesiniense, cuando el mar Mediterráneo se desecó por completo y Europa y África quedaron conectadas por tierra. Entre los más representativos presentes en Cartagena se pueden citar los siguientes: 

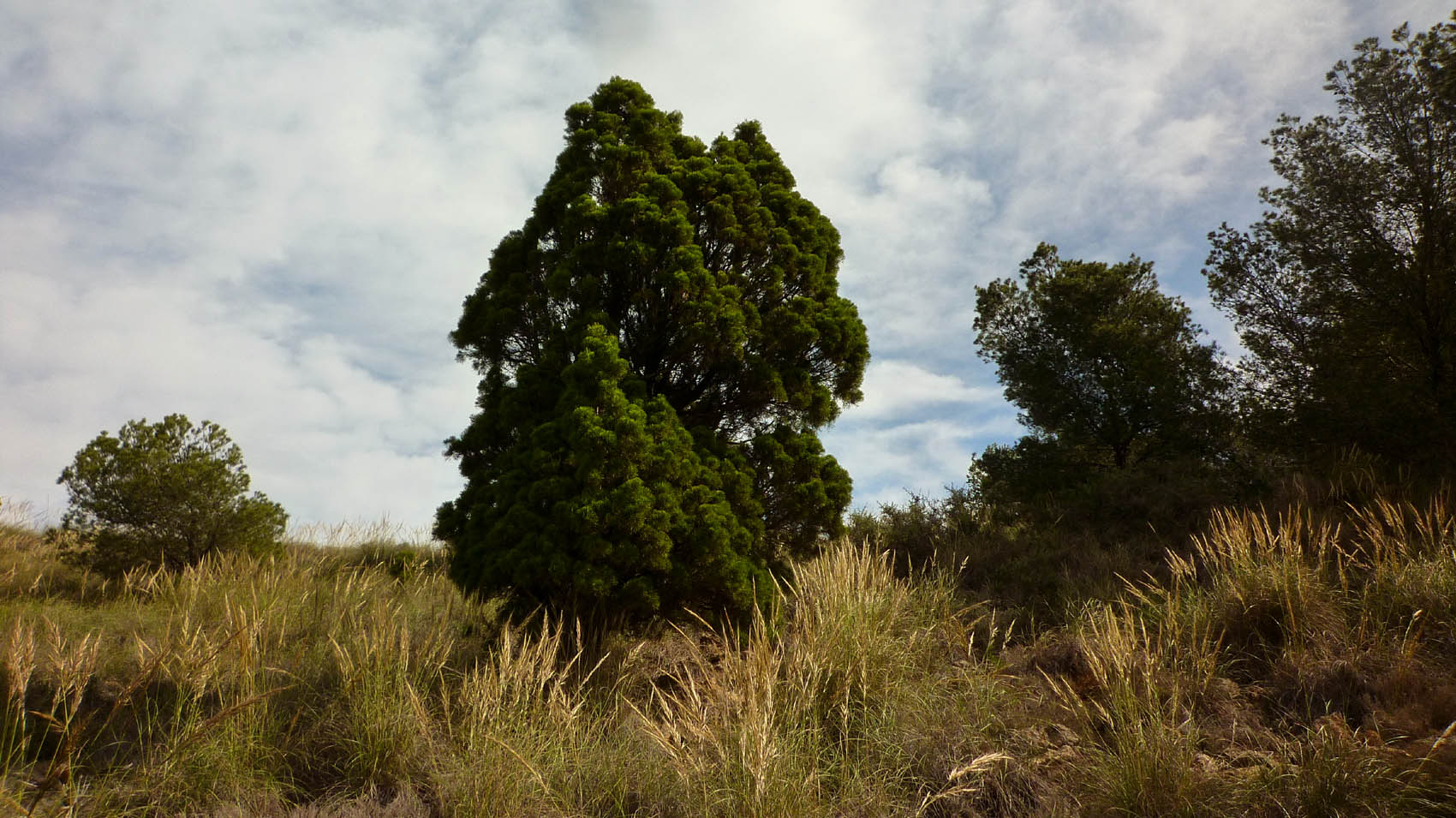
Sabina mora o ciprés de Cartagena (Tetraclinis articulata). Posiblemente, la joya botánica de la Región de Murcia. Un ciprés que sólo se encuentra en el norte de África, la Isla de Malta y en Cartagena.
- El arto (Maytenus senegalensis).
- El cornical (Periploca angustifolia), otro iberoafricanismo presente en las costas de Cartagena y Almería.
- Las dos especies de chumberillo de lobo Caralluma europaea y Caralluma munbyana. Dos pequeñas plantas con aspecto de cactus, aunque no lo son, pues pertenecen a la familia de las Apocynaceae.
- El oroval (Withania frutescens)
- La manzanilla de escombreras (Anthemis chrysantha). Iberoafricanismo en grave peligro de extinción, presente en Escombreras y La Azohía.
- La jara de Cartagena (Cistus heterophyllus carthaginensis). También considerada extinguida hasta que recientemente se descubrió una población relicta de pocos individuos en El Llano del Beal. 
- El azufaifo (Ziziphus lotus).
- La flor de la estrella (Lapiedra martinezii).
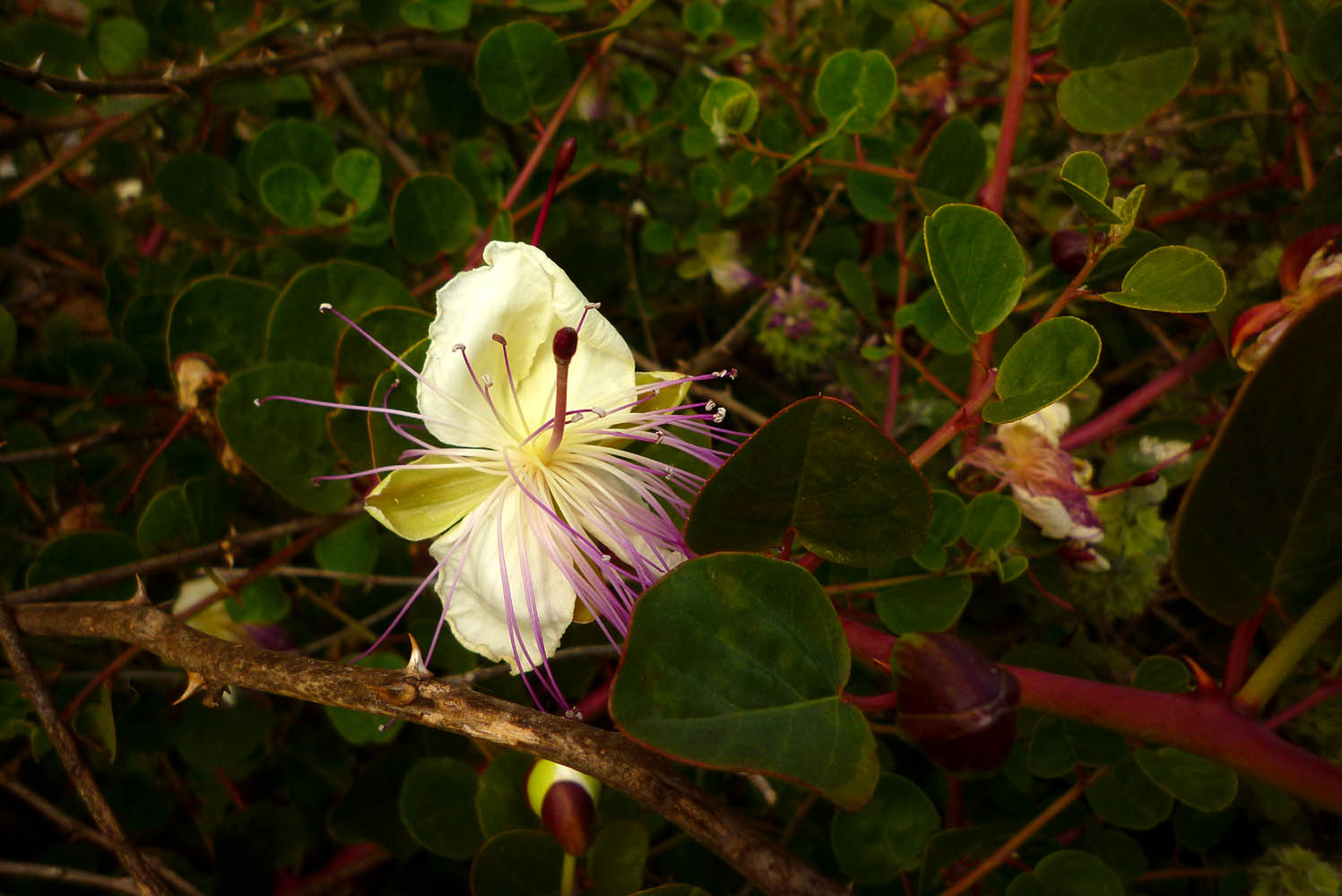
La tapenera de la Sierra Minera (Capparis zoharyi), que crece sobre taludes y ruinas de edificios minerso y se distribuye por el norte de África y Oriente Medio. En España sólo crece en la Sierra minera de Cartagena-La Unión.
- Ciprés de Cartagena (Tetraclinis articulata).
- Tapenera de la Sierra Minera (Capparis zoharyi).
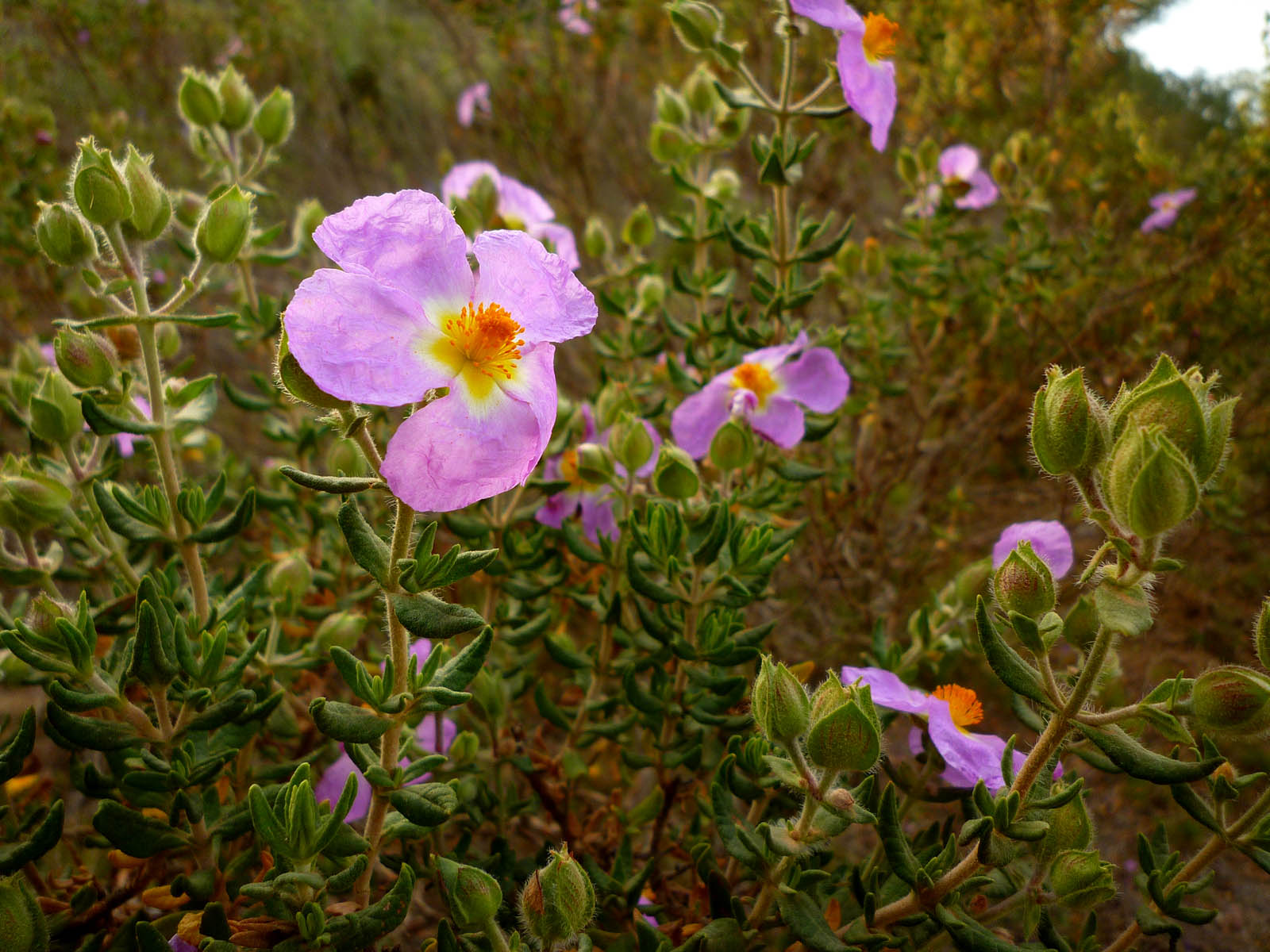
Jara de Cartagena (Cistus heterophyllus).
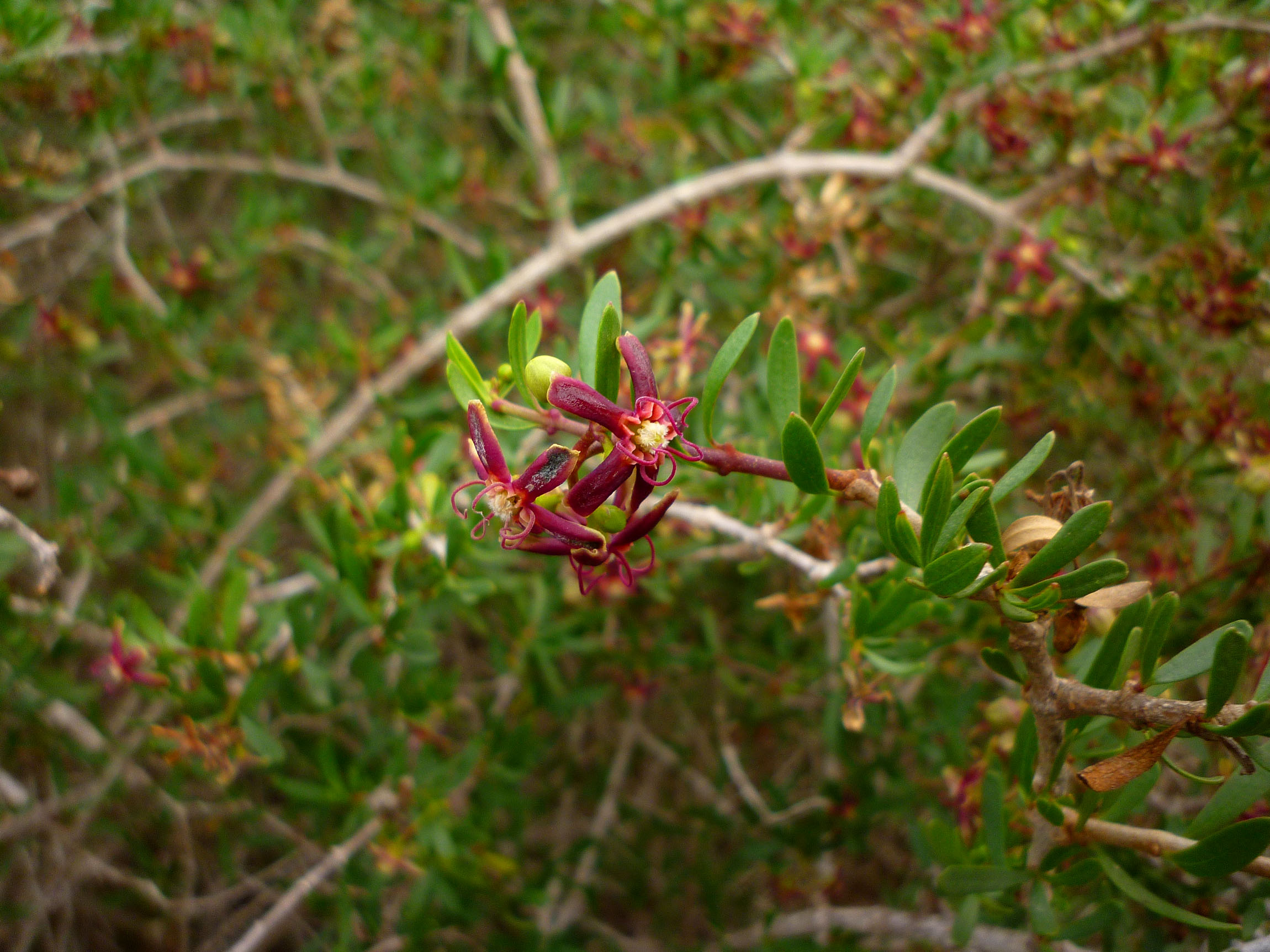
Cornical (Periploca angustifolia).
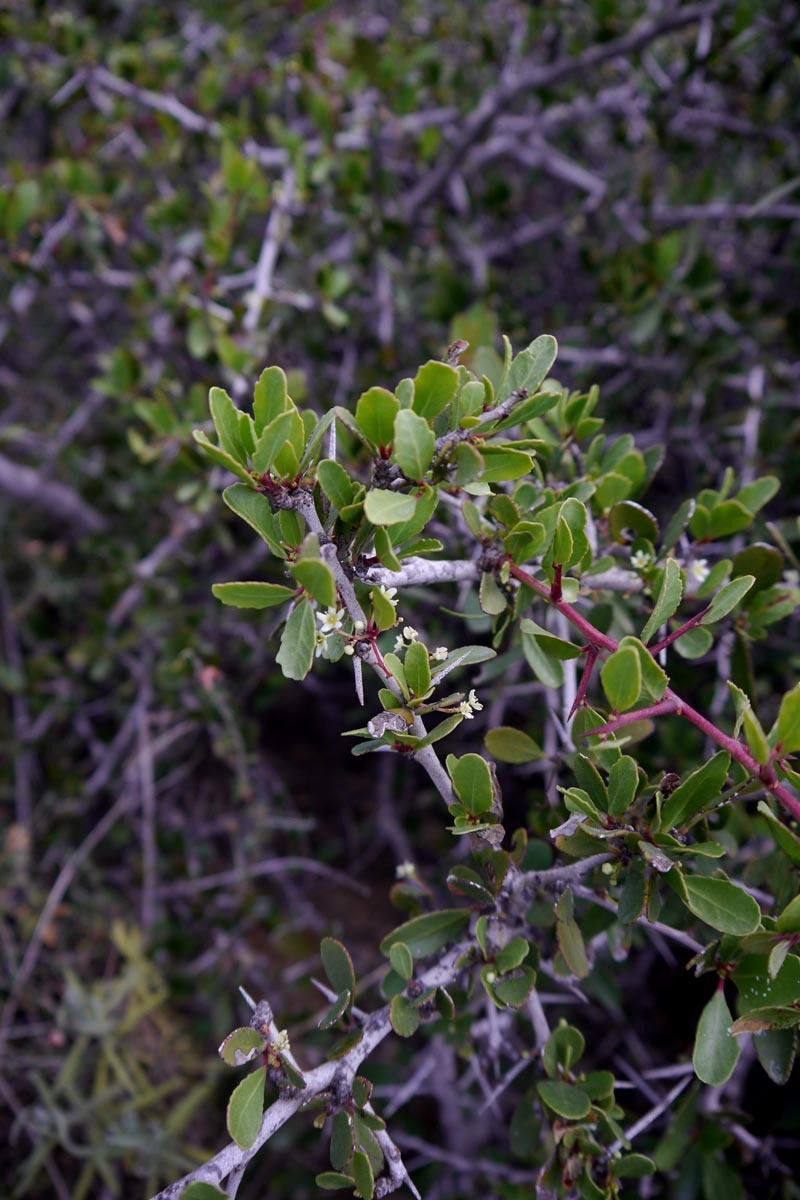
Arto (Maytenus senegalensis).
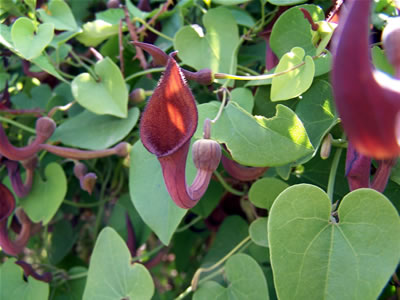
Aristolochia baetica.
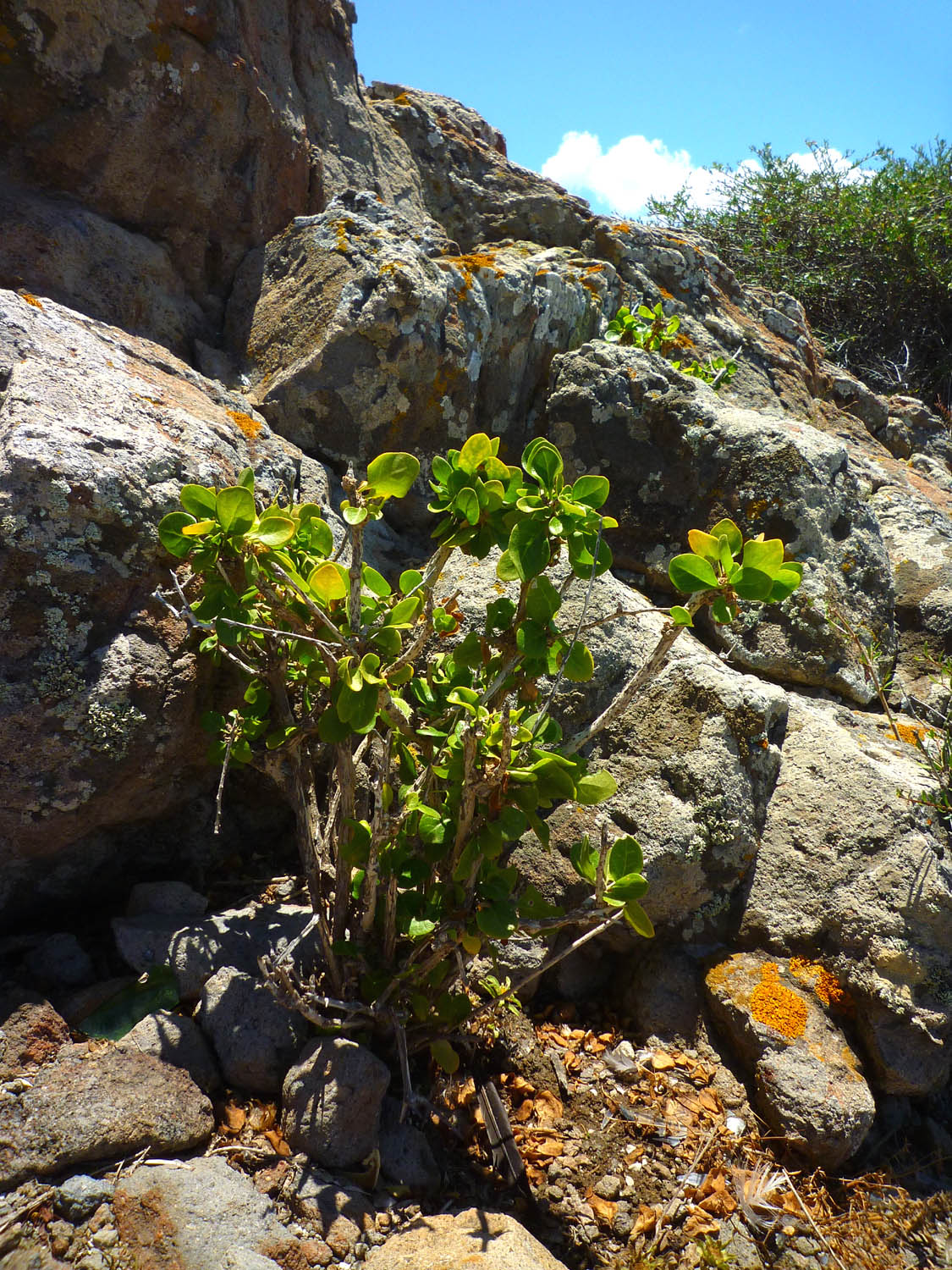
Oroval (Withania frutescens).
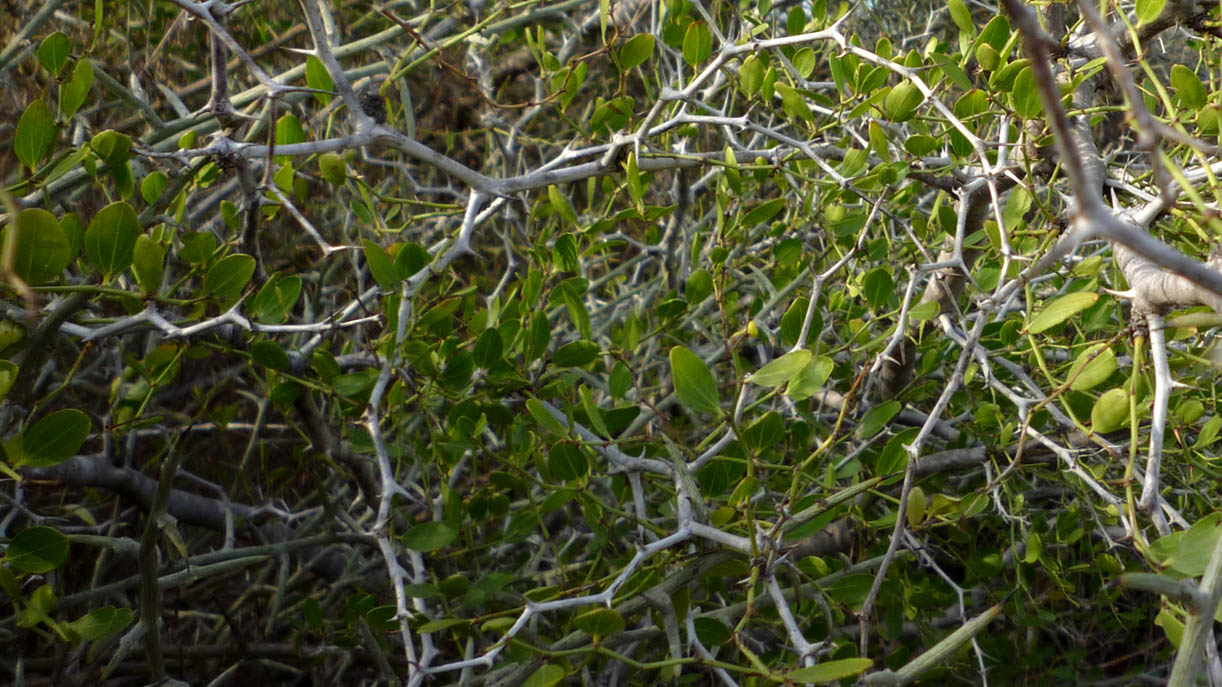
Azufaifo (Ziziphus lotus).
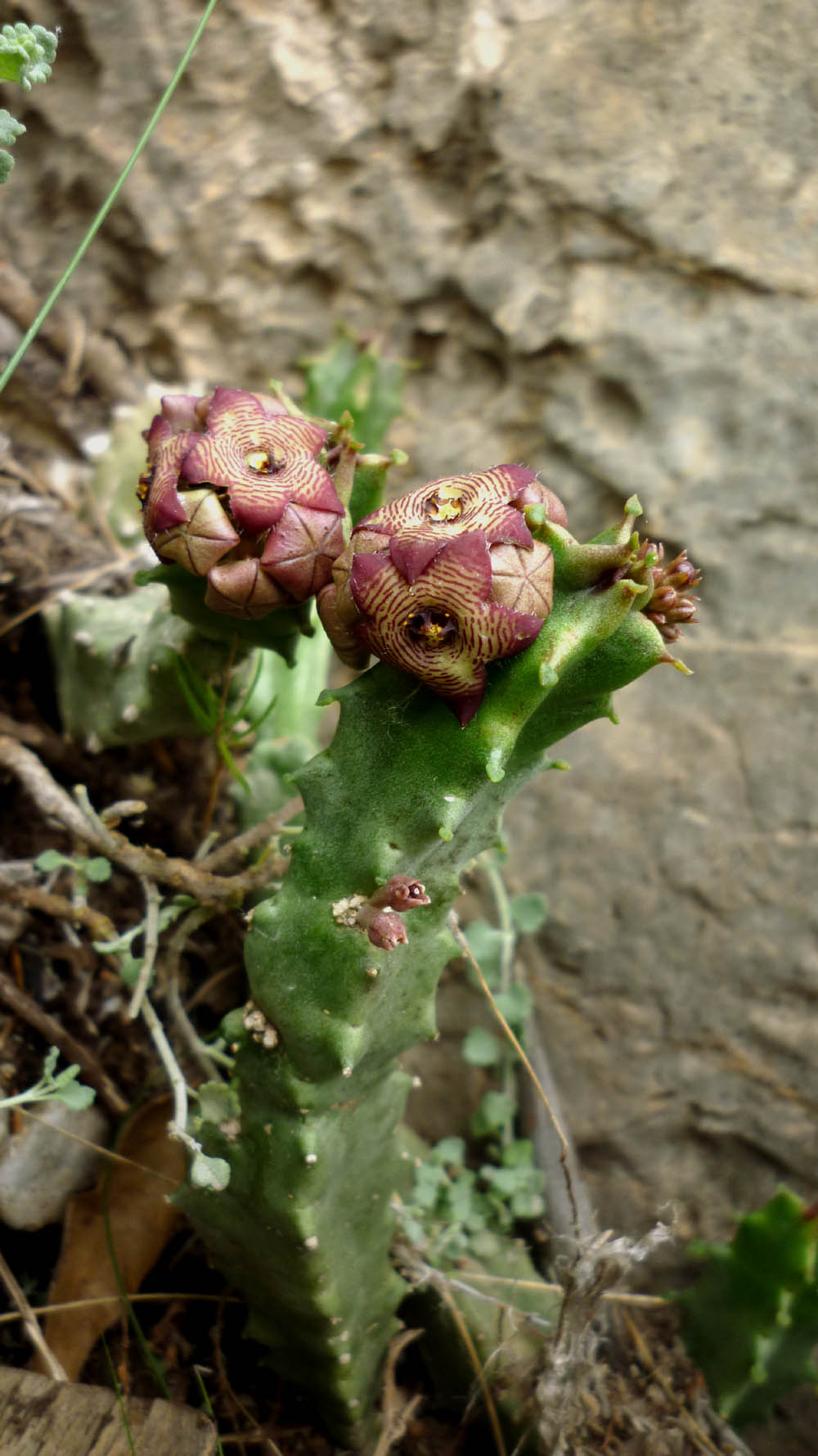
Chumberillo de lobo (Caralluma europaea).
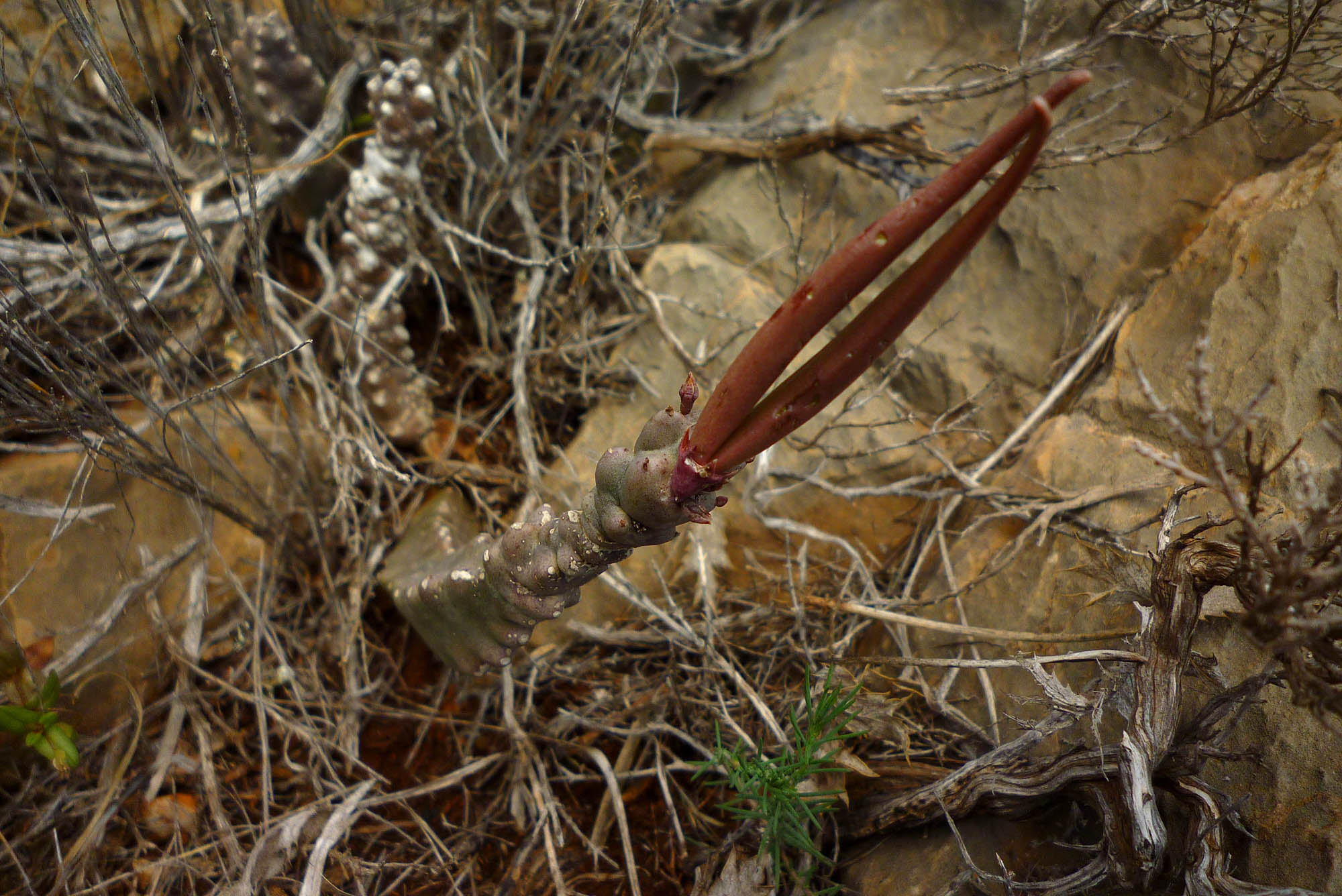
Chumberillo de lobo (Caralluma munbyana)
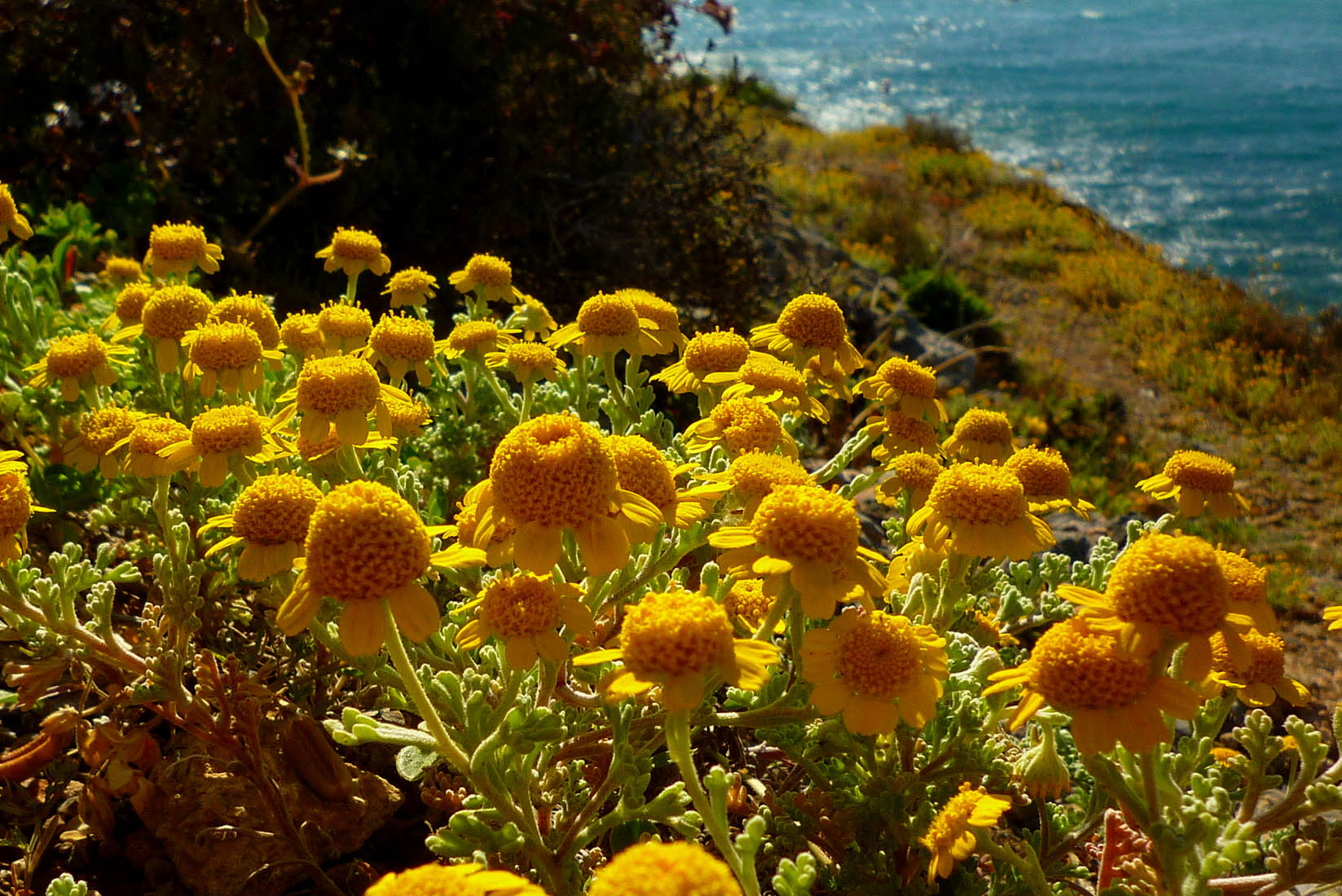
Manzanilla de Escombreras (Anthemis chrysantha)
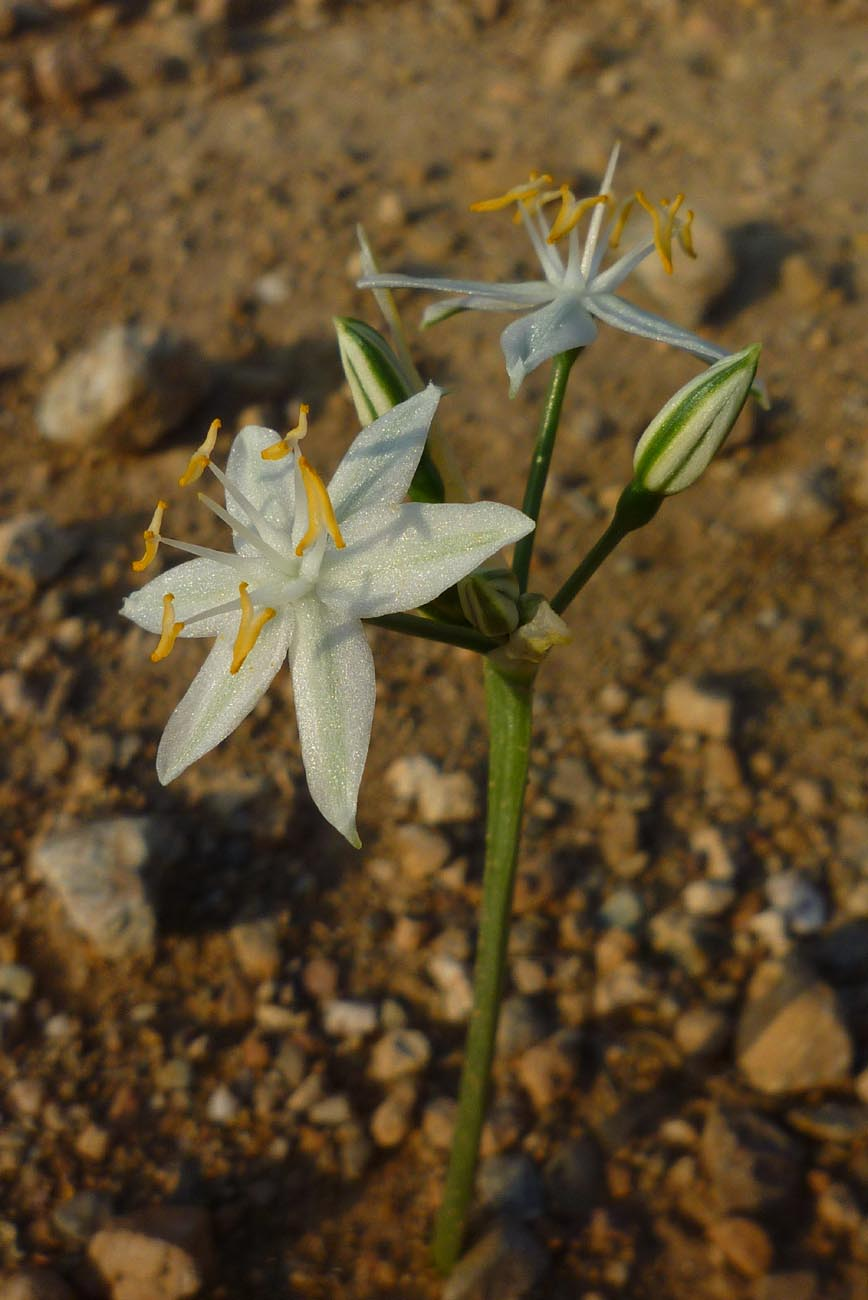
Flor de la estrella (Lapiedra martinezii)

### Endemismos de la Provincia botánica murciano-almeriense
El sureste de España, por sus particulares condiciones climáticas, concentra una enorme biodiversidad, algunas de las especies representativas de la esta provincia botánica son 
- - La varica de San José (Narcissus tortifolius) un tipo de narciso adaptado a climas áridos. Sólo se encuentra puntualmente en Sorbas (Almería), Mazarrón y el Oeste de Cartagena (Tallante)
- La jarilla. 
- El ajo negro.
- Las siempre vivas moradas Limonium insigne y Limonium caesium.

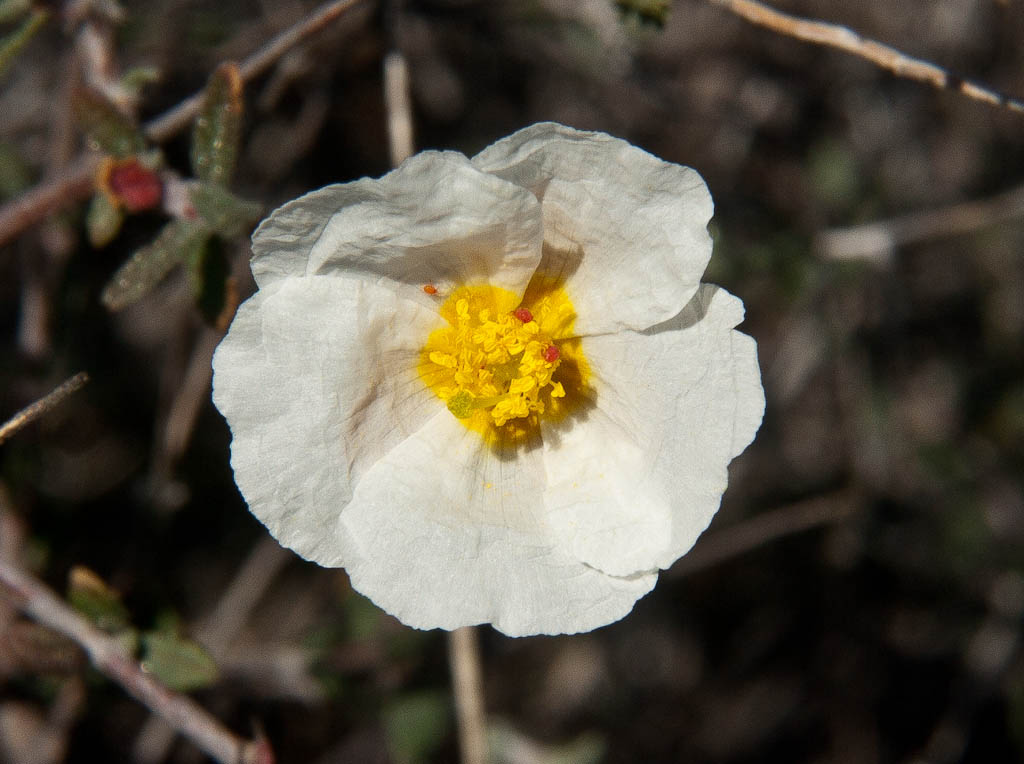
jarilla (Helianthemum almeriense).
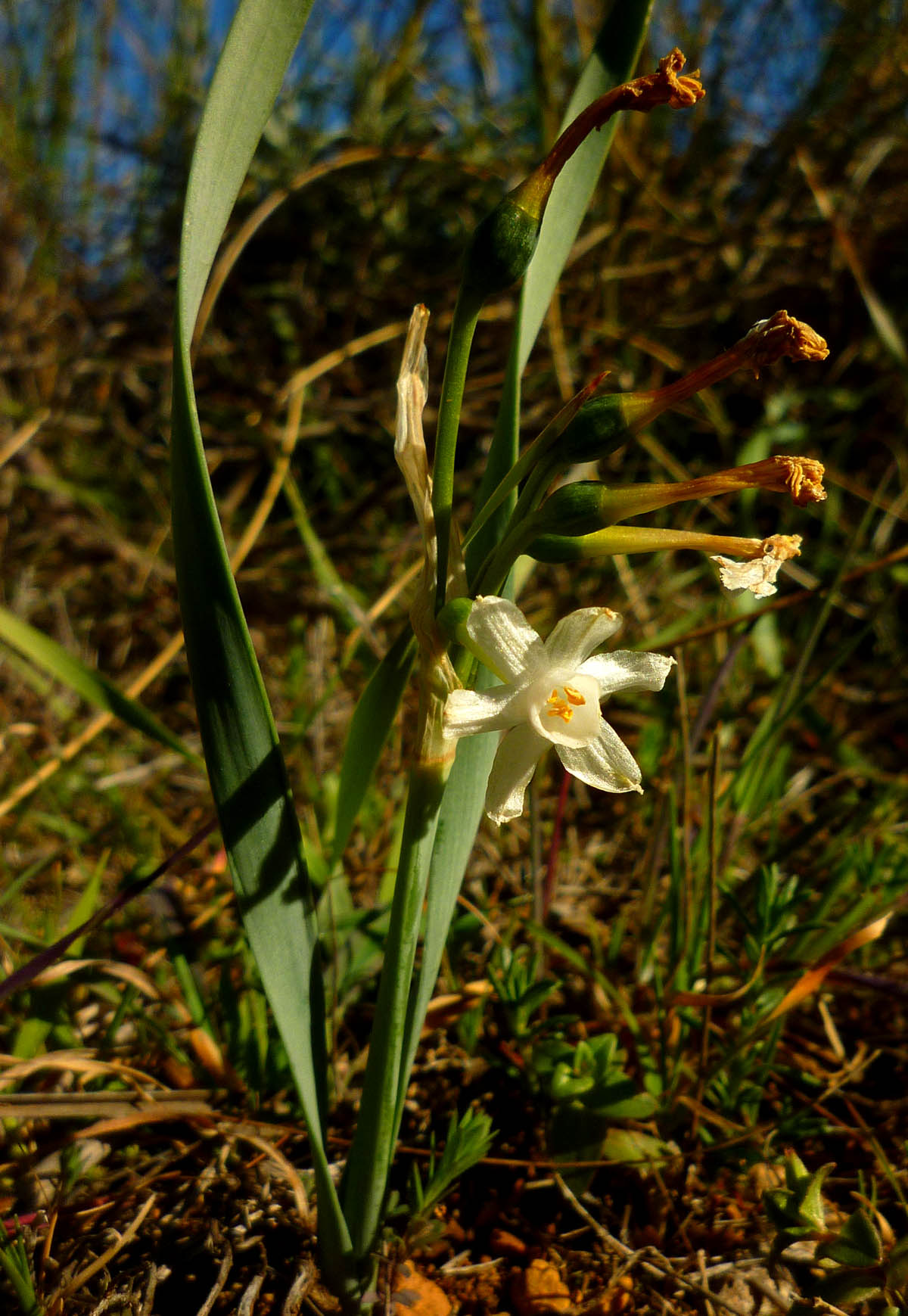
Narcissus tortifolius en Peñas Blancas.
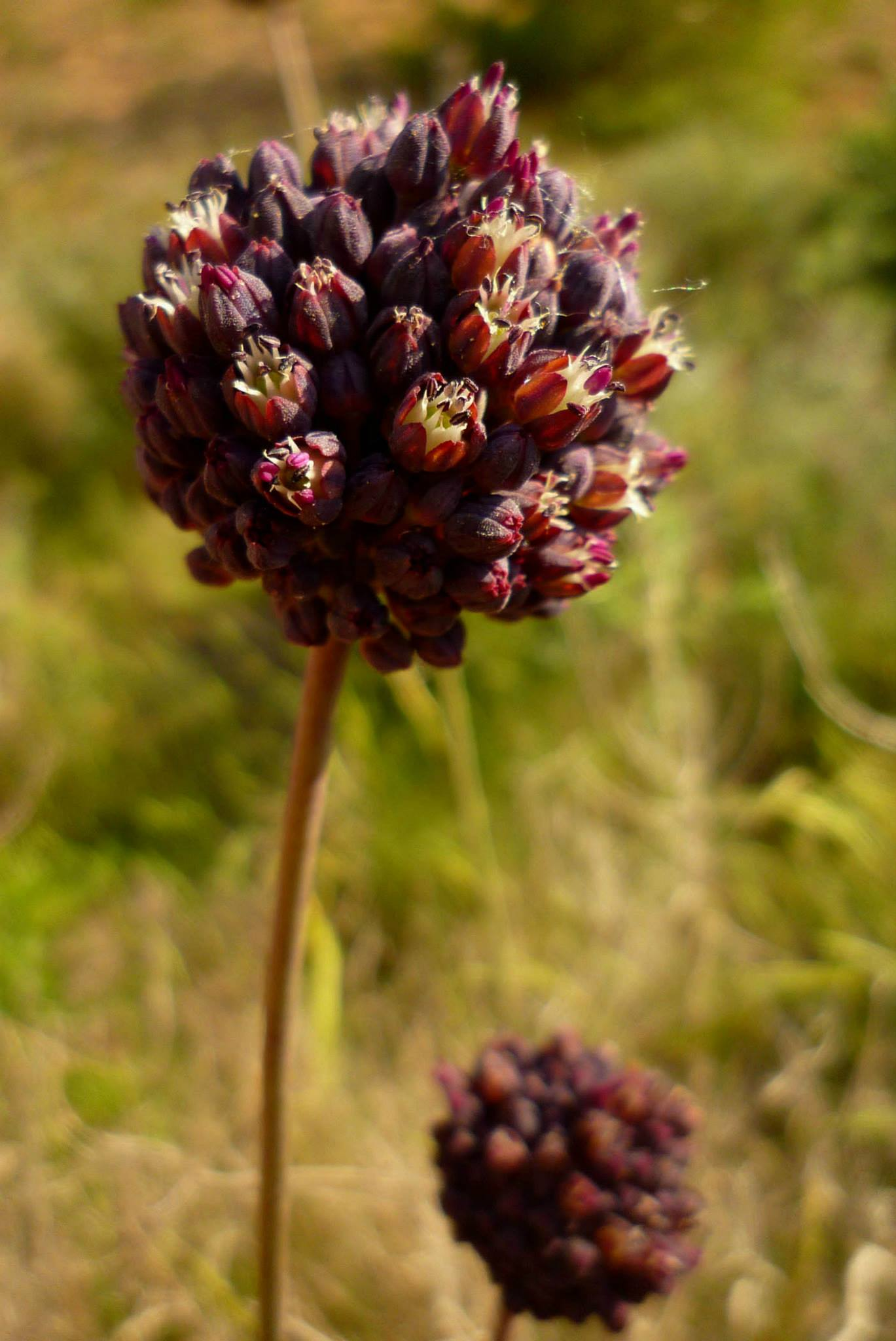
ajo negro (Allium melananthum).
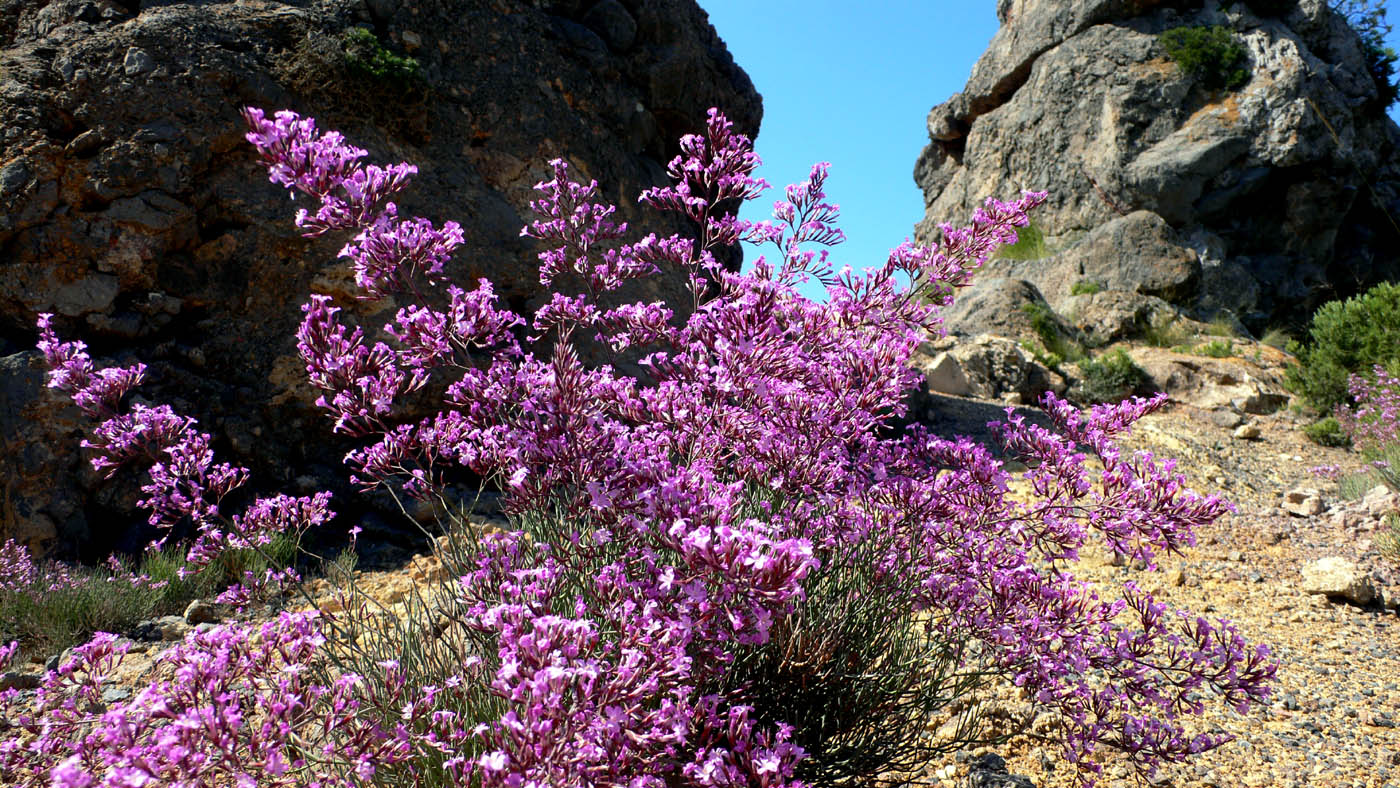
Siempreviva morada (Limonium insigne).

### Especies propias del bosque mediterráneo
Todos los endemismos citados anteriormente, crecen junto a las especies típicas del bosque mediterráneo, como: 
- El pino carrasco
- El lentisco
- La coscoja
- El palmito.

Esta riqueza botánica conforma uno de los patrimonios vegetales más importantes de la península ibérica. La mayor concentración de biodiversidad en el Campo de Cartagena se da en las sierras litorales, donde la humedad aportada por las nieblas procedentes del mar - la denominada lluvia horizontal - mitiga de forma muy importante la aridez del clima.

## Fauna de Cartagena
- Mamíferos: El zorro, el conejo, el tejón, la garduña, la gineta, el jabalí, el gato montés[5] y el murciélago grande de herradura, este último en peligro de extinción.

- Aves: el halcón peregrino, búho real, águila real y el águila perdicera, el zampullín, las pardelas, el ostrero, la cigüeñuela, el alcaraván, el correlimos, etc. En las salinas de Calblanque y Marchamalo se puede encontrar la presencia del flamenco común y en las islas Hormigas e isla Grosa se encuentran el paíño europeo así como algunas de las mayores colonias del mundo de la amenazada gaviota de audouin. En las zonas de labor anida la canastera (Glareola pratincola), especie sujeta a diversos proyectos de conservación.[6]

- Reptiles: Destacan la tortuga mora (Testudo graeca), especie protegida. En el monte Roldán se ha documentado además desde hace unos 30 años la presencia del camaleón común (Chamaeleo chamaeleon), no estando claro si se trata de una especie autóctona o introducida.

- Peces: El pez de mayor importancia de la fauna de Cartagena es el fartet (Aphanius iberus), pez endémico del sureste de España y que habita en aguas muy salinas. En Cartagena está presente en las salinas del Rasall en Calblanque, en las salinas de Marchamalo, en la Marina del Carmolí y en el saladar de Lo Poyo.

### Galería de fotos

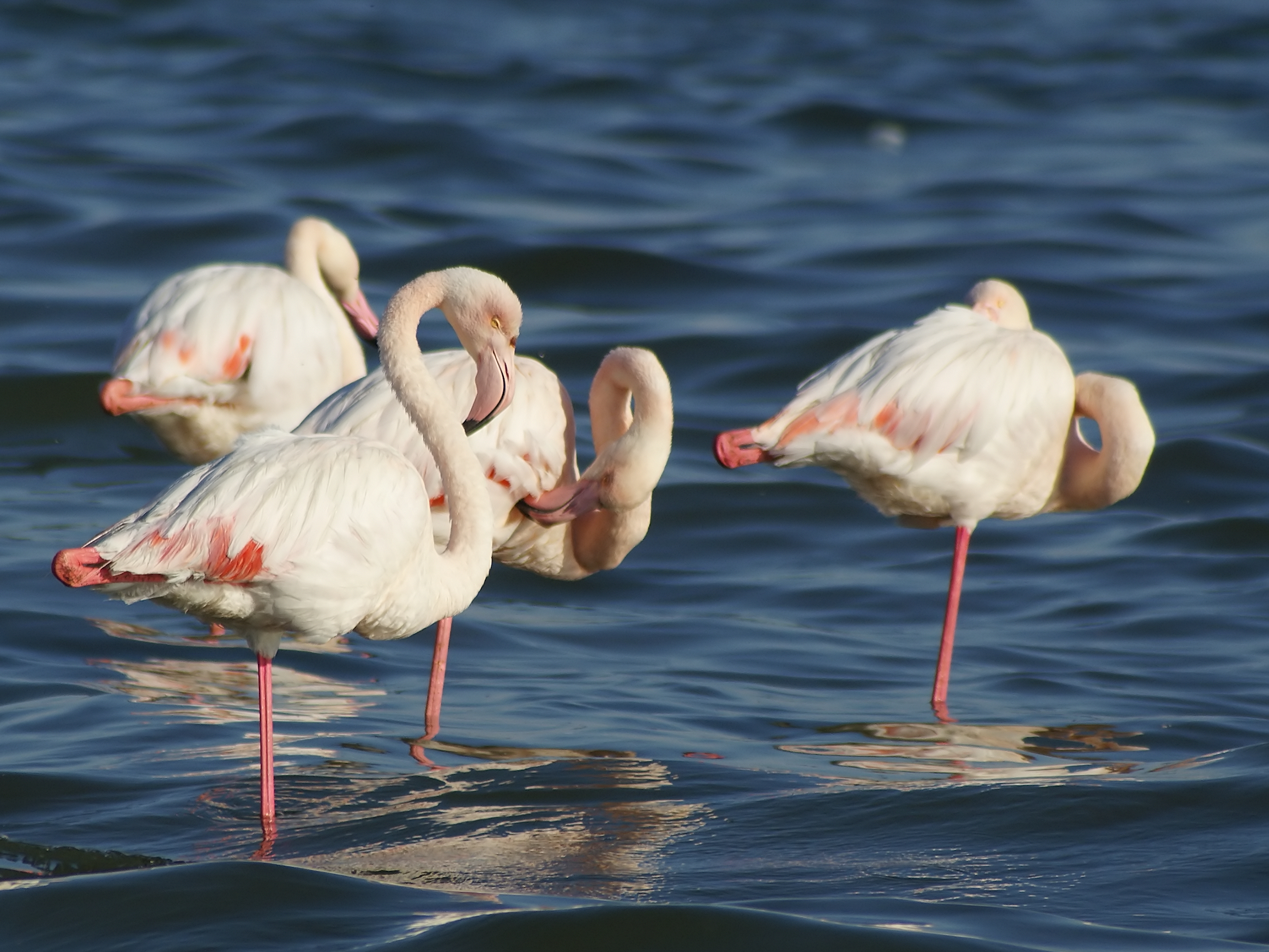
Flamenco común (Phoenicopterus roseus).
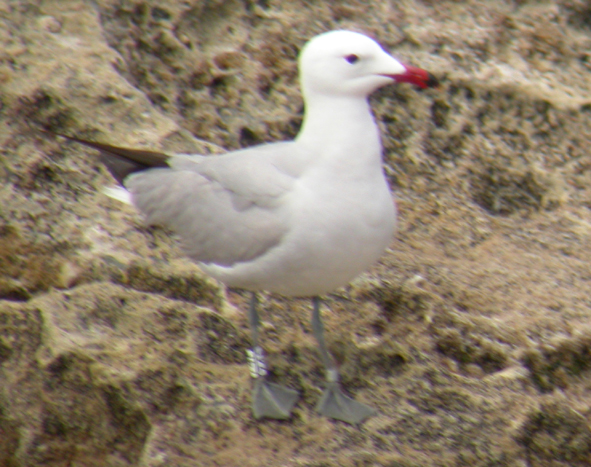
Gaviota de audouin (Larus audouinii).
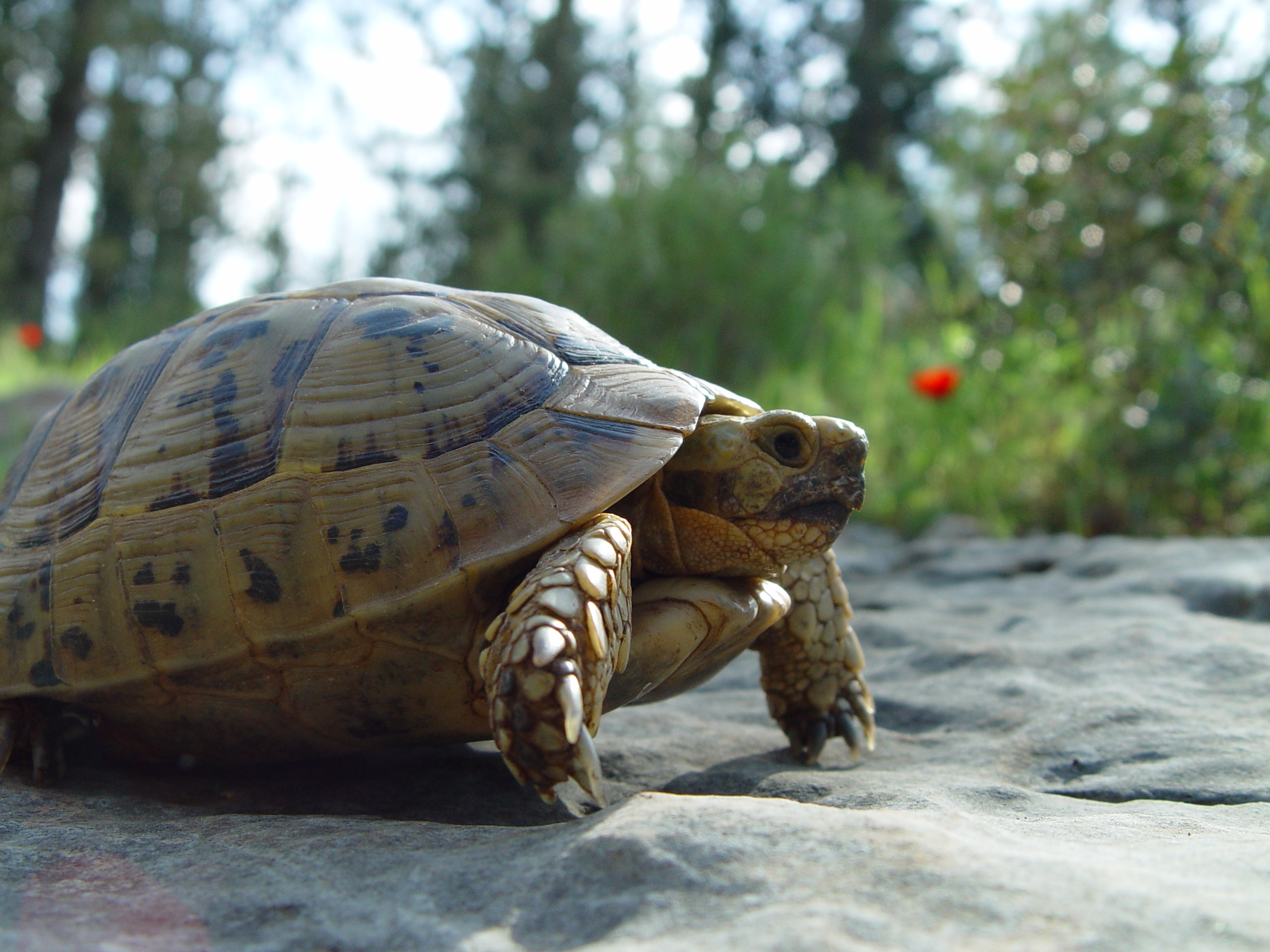
Tortuga mora (Testudo graeca).
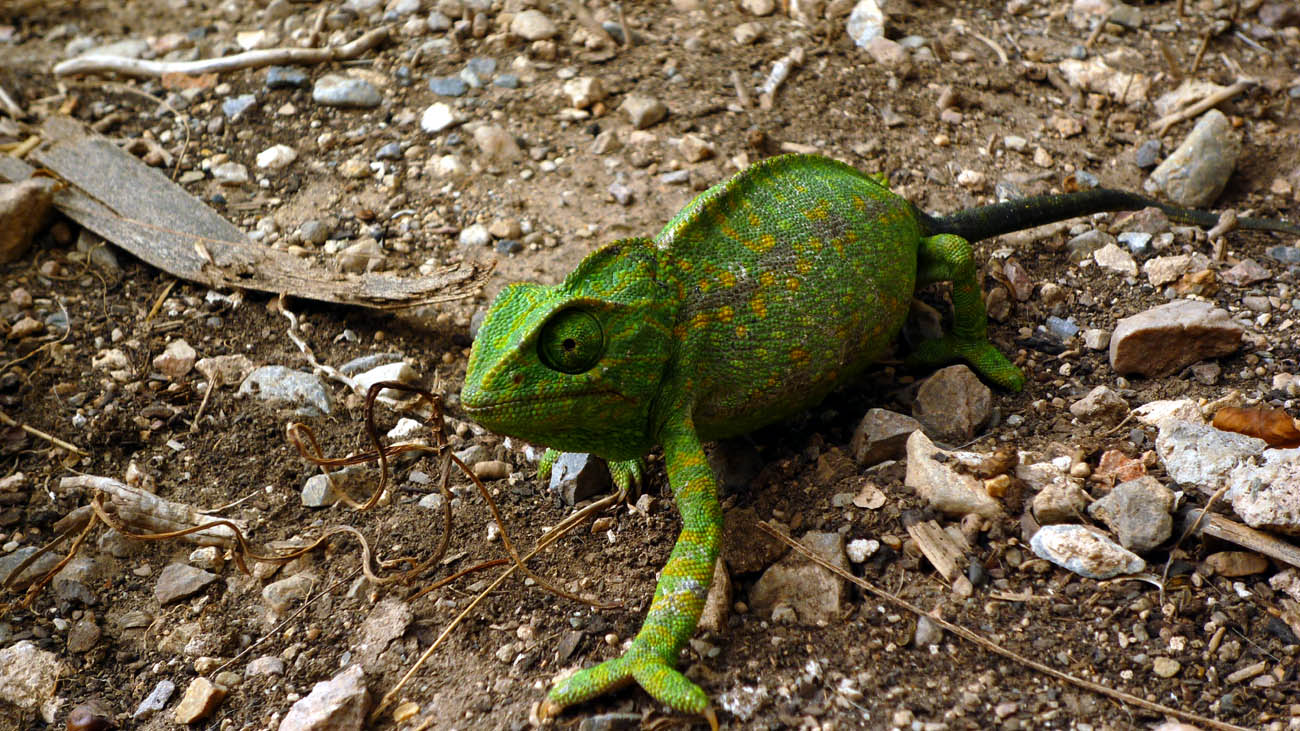
Camaleón común (Chamaeleo chamaeleon) en El Portús.
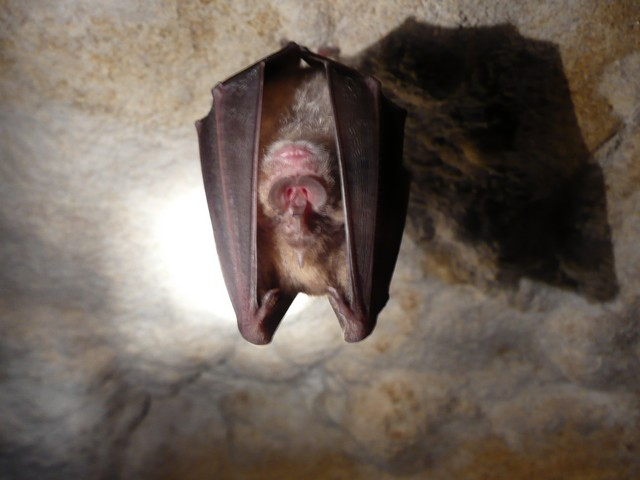
Murciélago grande de herradura (Rhinolophus ferrumequinum).
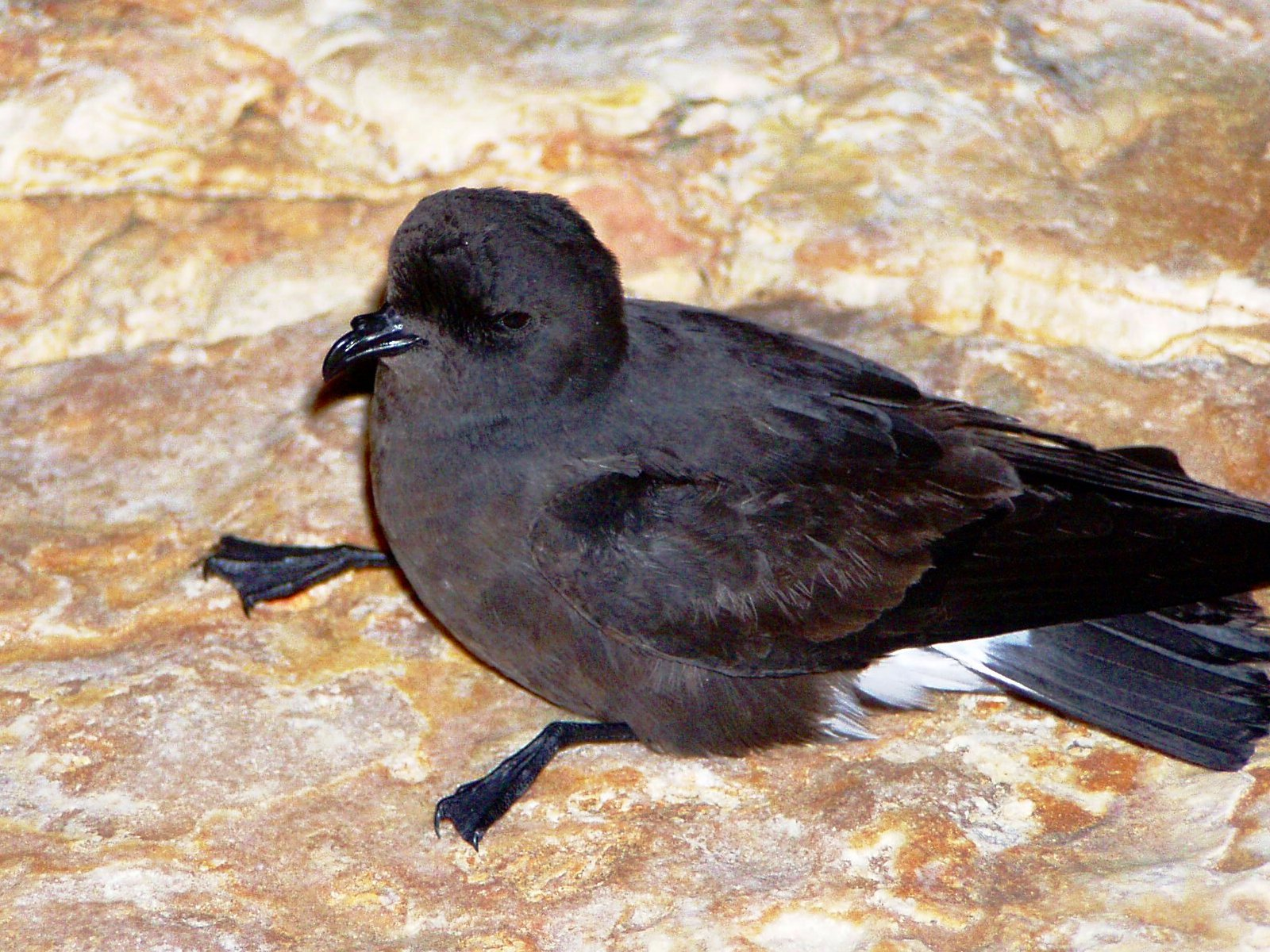
Paíño europeo (Hydrobates pelagicus).

## Espacios Protegidos

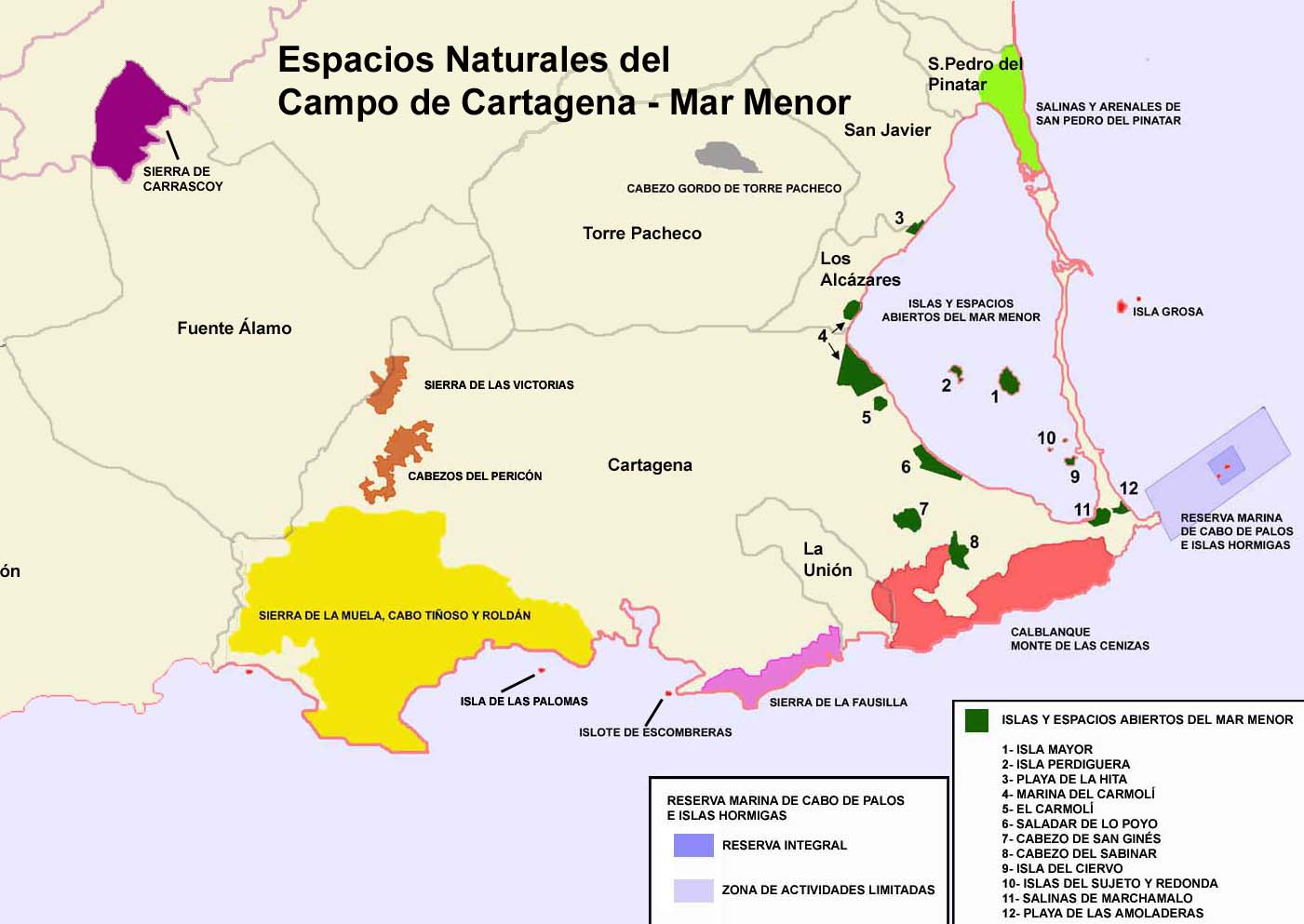
Espacios naturales de todo el Campo de Cartagena y Mar Menor.

Los espacios naturales de mayor importancia ecológica están protegidos bajo diferentes figuras legales. Algunos espacios acumulan varias figuras de protección diferentes.

### Parques Regionales
Los espacios protegidos por la ley 4/1992, de 30 de julio, de Ordenación y Protección del Territorio de la Región de Murcia 

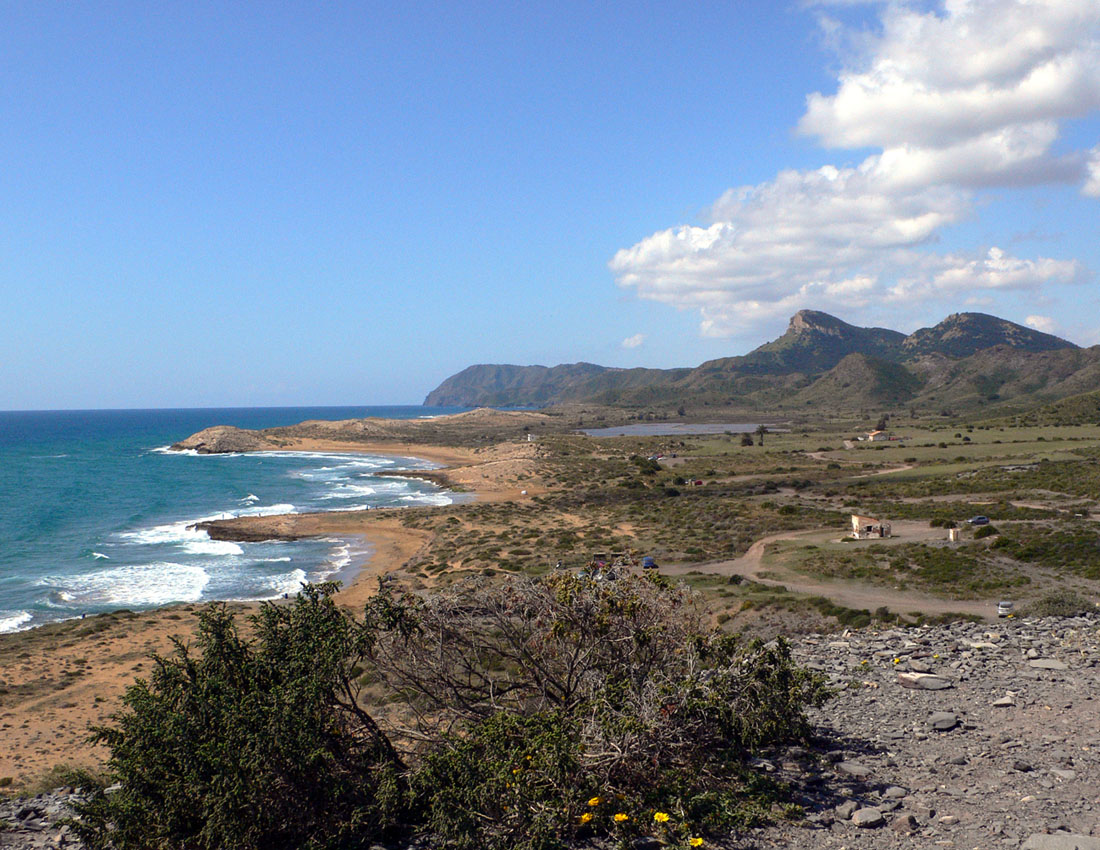
Parque natural de Calblanque.

- Calblanque, Monte de las Cenizas y Peña del Águila

El Humedal de las Salinas de Rasall o Calblanque se sitúa en la parte sur de la laguna y pertenece al parque de Calblanque, Monte de las Cenizas y Peña del Águila; la otra parte de las laderas pertenecen a la cuenca del mar Mediterráneo. Este espacio presenta una gran diversidad ecológica y ambiental: dispone de sistemas de dunas, arenales, saladares, charcas salineras, calas y acantilados. En el parque y sus proximidades se han estado realizando explotaciones mineras desde la época romana.
- Espacios Abiertos e Islas del Mar Menor

Espacios abiertos e islas del Mar Menor es un paisaje protegido que incluye sus cinco islas de origen volcánico: la Perdiguera, la Mayor o del Barón, la del Ciervo, la Redonda y la del Sujeto. También se incluyen dos montes bajos: el Carmolí y San Ginés; así las playas de la Hita y de la Amoladora; el saladar de Lo Poyo y las salinas de Marchamalo. Con este espacio se trata de proteger los ambientes propios de esta laguna, así como los procesos implicados en su formación que han dado a estos espacios gran interés ecológico y naturalístico.
- Islas e Islotes del Litoral Mediterráneo

El espacio protegido de las Islas e Islotes del Litoral Mediterráneo consta de 18 islas de reducidas dimensiones repartidas por toda la costa mediterránea de la Región de Murcia. En el término municipal de Cartagena se encuentran la Isla de Escombreras, la Isla de las Palomas y las Islas Hormigas. Algunas islas son zonas de protección ZEPA. Se trata de ecosistemas terrestres autóctonos muy singulares que se han conservado bastante bien gracias a sus pequeñas dimensiones, sin embargo sus espacios marinos sufrieron de la sobrepesca y necesitan recuperarse.
- Sierra La Muela-Cabo Tiñoso

El espacio natural de la Sierra de la Muela, Cabo Tiñoso y Roldán se encuentra al sur de Cartagena. Su relieve se caracteriza por montes con fuertes pendientes y diversidad costera con bahías, calas, acantilados y playas. Se puede encontrar gran diversidad biológica entre el interior y la costa. La vegetación en los montes es característica del bosque mediterráneo con pinos carrascos, jara, romero, acebuche,etc. Además está declarada como zona ZEPA.

### LIC (Lugares de importancia comunitaria)
- LIC[12] de los Cabezos del Pericón y Sierra de los Victorias. Entre Cartagena y Fuente Álamo.
- LIC de Calblanque, Monte de las Cenizas y Peña del Águila. La mayor parte pertenece al término municipal de Cartagena y una pequeña parte a La Unión
- LIC de la Franja Litoral Sumergida. Espacio sumergido perteneciente al municipio de Cartagena y al de San Javier.
- LIC de la Sierra de la Fausilla. Municipio de Cartagena y una pequeña parte en La Unión.
- LIC de la Sierra de La Muela y Cabo Tiñoso.
- LIC Cabezo de Roldán.
- LIC de los Espacios abiertos e islas del Mar Menor. Compartido entre Cartagena, San Javier, Los Alcázares y San Pedro del Pinatar.
- LIC Islas e islotes del Mar Mediterráneo.

En el Medio Marino,se encuentran:
- LIC de la Franja litoral sumergida de la Región de Murcia
- LIC del Mar Menor
- LIC del Medio Marino

### ZEPAS (Zonas de Especial Protección para las Aves)
- ZEPA de la Isla de las Palomas
- ZEPA de la Sierra de La Fausilla
- ZEPA de las Islas Hormigas

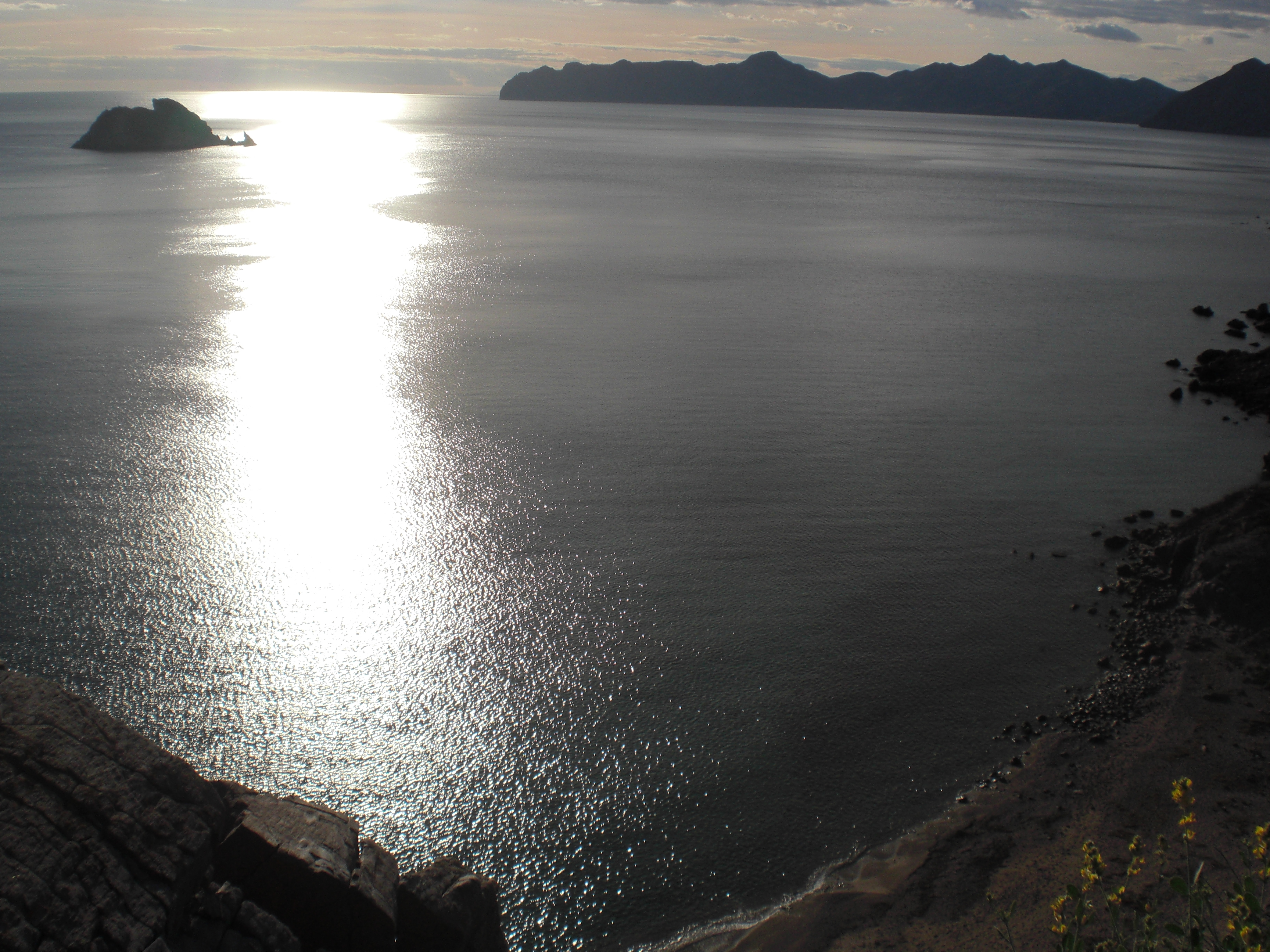
Isla de las Palomas, Cabo Tiñoso y sección de playa Fatares

- ZEPA de la Sierra de la Muela y Cabo Tiñoso
- ZEPA del Mar Menor

### Reservas Marinas
- Reserva Marina de Cabo de Palos e Islas Hormigas

Como espacios marinos se han propuesto: 
- Medio Marino,
- Franja litoral sumergida de la Región de Murcia